# エイミー・パーディ
エイミー・パーディ（Amy Purdy、1979年11月7日 - ）は、女優、モデル、アメリカのパラリンピックスノーボード選手。平昌パラリンピック銀メダリスト　ソチパラリンピック銅メダリスト。 
身体障害、外傷性脳損傷、PTSDの青少年や元兵士のスポーツ活動を支援するNPO団体　Adaptive Action Sportsの共同創立者。

## 経歴
エイミー・パーディはアメリカのラスベガス生まれ。　19歳の時に細菌性髄膜炎にかかり、脾臓、腎臓、左耳の聴力を失う。一命をとりとめたが、両足の膝から下を切断する不幸に見舞われた。2年後に父親から腎臓移植を受けた。

## 書籍
- 義足でダンス 両足切断から始まった人生の旅　翻訳　藤井留美
  - 原書名:ON MY OWN TWO FEET From Losing My Legs to Learning the Dance of Life　2014